# ジェームズ・ワイアット
ジェームズ・ワイアット（James Wyatt、1968年/1969年頃生まれ）は、アメリカ合衆国出身でウィザーズ・オブ・ザ・コースト（WotC）社所属のゲームデザイナー。同社でテーブルトークRPG『ダンジョンズ&ドラゴンズ』（D&D）向けサプリメントやアドベンチャー・シナリオの制作に携わってきたほか、『フォーゴトン・レルム』小説版を含むSF作品やファンタジー作品、D&D『ダンジョンズマスターズガイド第4版』などの執筆者である。元合同メソジスト教会牧師。

## 経歴

### 学生時代
ワイアットはニューヨーク州イサカで育ち、1986年にイサカ高校を卒業した 。1970年代後半に始めたロールプレイングで最初に使ったのが『D&Dベーシックセット』だった。当時のことを、彼は次のように述べている。「D&Dのベーシックセットを手に入れる前から、裏庭でウィザードごっこをしていました。実際に体を動かすアクション入りの子どもっぽい遊びで、僕らウィザードが戦う敵を何か作るのにD&Dの本に載っていたモンスターのデータを使っていました。」高校卒業後、ワイアットはオハイオ州のオバーリン大学に入学し、宗教学を専攻して1990年に卒業した。1993年には、ニューヨーク市のユニオン神学校で神学修士号を取得、その後まもなく結婚し、1994年にオハイオ州南東部にある合同メソジスト教会の小さな教会2か所で牧師として従事しはじめた。

### 牧師からの転身
牧師を務める傍ら、ワイアットは余暇を活用して『ドラゴン』誌に記事を寄稿しはじめた。最初に手がけたのは、TSR社の『Masque of the Red Death』キャンペーンに関する素材であった。牧師時代に『ダンジョン』誌へアドベンチャーの投稿を始めていたワイアットは、1996年には自身のキャリアパスの見直しを考えるようになり、「牧師の務めが私の人生を消耗していたのに対し、D&Dの仕事は自由と活力の源になっているのに気づきました。アドベンチャーや記事が採用されるようになってとても気持ちが高ぶり、もはやD&Dは決してただの趣味ではないことがはっきりしたのです」と回想している。同年、TSR社で常勤の仕事を得ようとウィスコンシン州に引っ越したものの、すぐには雇ってもらえず、フリーランス作家としてゲーム用素材を書き続けた。ウェスト・エンド・ゲームズ社の『Hercules & Xena Roleplaying Game』などのタイトルに関する作品を制作しつつ、「中学生の頃は他のゲームもやりたい放題遊びはしたものの、ゲームの世界で本当に好きだったのは、ずっとD&Dだけ」だと感じていた。ワイアットの素材は、その後も引き続き『ドラゴン』誌と『ダンジョン』誌に掲載された。

### WotC就職、D&D
ワイアットは1998年にカリフォルニア州バークレーへ、続いて2000年にはワシントン州のシアトル・タコマ地域へ引っ越した。2000年1月、ついにウィザーズ・オブ・ザ・コースト社がD&Dを担当する常勤の社員としてワイアットを雇用した。初仕事の『フェイルーンのモンスター』は、彼が3分の2を書き上げた作品となった。他に初期の仕事としては、『夢でささやく者』（オリジナルの冒険から連なる中心シナリオのひとつで、『地底の城砦』と『秘密の工房』の続編）、『Defenders of the Faith』、『フォーゴトン・レルム・キャンペーン・ガイド』のモンスターの章などがあり、これに加えて『ドラゴン』誌と『ダンジョン』誌にも多数の記事が掲載された。また、WotC社で1年以上にわたって「準備中」の状態だった『Oriental Adventures』（2001年）を完成させた。同作は東方世界を扱った設定書で、新たに導入されたルールの一部は舞台であるロクガン（Rokugan）に固有のものであった :265。ワイアットはさらに『City of the Spider Queen』を執筆し、その他にも『Magic of Incarnum』、『シャーン：塔の街』、『竜の書：ドラコノミコン』、『高貴なる行いの書』など、多数のRPG製品を共同執筆した。 その後、エベロンが初めて登場したキース・ベイカーの『エベロン・キャンペーン・ガイド』（2004年）の制作では、ビル・スラビセックとともに共同執筆者として加わった :294。2005年初めになり、ロブ・ハインソーをリーダーとするD&D第4版の初期デザインチームがスラビセックによって編成され、アンディ・コリンズとワイアットもこれに組み込まれた。以後、ハインソー、コリンズ、ワイアットは第4版チームの中核メンバーとなった :297。ワイアットはリチャード・ベイカー率いるSCRAMJETチームの一員となり、マシュー・サーネット、エド・スターク、ミシェル・カーター、ステイシー・ロングストリート、クリス・パーキンスらとともに、第4版の開発と並行し、D&Dの設定と世界観の更新にあたった :298。
この時期にワイアットが執筆したD&D小説作品には、『In the Claws of the Tiger』（2006年）、『Storm Dragon』（2007年)、『Dragon Forge』（2008年）、『Dragon War』（2009年）、『Oath of Vigilance』（2011年）がある。

### MTG、D&Dとのコラボ
2014年、ワイアットはダンジョンズ&ドラゴンズの仕事を離れ、『マジック: ザ・ギャザリング』（MTG）の執筆とクリエイティブ制作にあたった。コーヒー・テーブル・ブックの『Art of Magic: The Gathering』シリーズでは、各プレーンにまつわる物語をカードのイラスト付きで詳しく紹介する文を担当した。その後、MTGの世界をD&Dでプレイするための無料PDF『プレーンシフト』シリーズを執筆した。『プレーンシフト』シリーズは、MTGのコーヒー・テーブル・ブックをキャンペーン設定ガイドとしてD&Dでプレイするのに必要なルールの適用方法を記したものである。2016年から2018年にかけて公開された『プレーンシフト』シリーズのPDFは、『アモンケット』、『ドミナリア』、『イニストラード』、『イクサラン』、『カラデシュ』、『ゼンディカー』の6本と、イクサランを舞台にした冒険がある。ただし、これらは加盟プレイ向けの公式資料ではなく、 2017年にマイク・ミアルスは「これらは基本的にジェームズが趣味でやっているようなものなので、公式なものにするのに多大な負担がかかるようなことはしたくないのです」と述べている。
『プレーンシフト』シリーズの好評価を受けて、2018年にはD&DでMTGのラヴニカをプレイするための完全ハードカバー設定ガイドである『Guildmasters' Guide to Ravnica』が出版された。この作品のデザイン責任者を務めたワイアットは、「この本は、実質的に『プレーンシフト：ラヴニカ』だ」とつぶやいた。続いて、MTGのテーロスをD&Dでプレイするためのクロスオーバー本『Mythic Odysseys of Theros』（2020年）でワイアットはF・ウェズリー・シュナイダーと並んで共同デザイン責任者を務めた。また、ソースブック『Van Richten's Guide to Ravenloft』（2021年）でも執筆陣に名を連ねている。

## 主な著作と受賞作品
ワイアットは2003年に『City of the Spider Queen』で、また2005年に『エベロン・キャンペーン・ガイド』（ビル・スラビセック、キース・ベイカーとの共著）でオリジンズ賞を受賞した。その他の著作としては、2002年にエニー賞を受賞した『Oriental Adventures』、『ドラコノミコン』、『Draconic Prophecies』シリーズ、『Magic of Incarnum』などがある。